# Rödstrupig svala
Rödstrupig svala (Petrochelidon rufigula) är en fågel i familjen svalor inom ordningen tättingar.

## Utseende och läte
Rödstrupig svala är en liten och satt svala. Ovansidan är mörk med ljusa fläckar på främre delen av ryggen. Undertill syns en roströd strupe, en otydlig mörkare halskrage och ljusare beigefärgad buk. I flykten är rostfärgad övergump och vita fläckar i stjärten tydliga kännetecken. Kapsvalan är större och kraftigare, saknar vitt i stjärten och har mörka fläckar på bröstet som formar en smutsig halskrage. Bland lätena hörs ljusa kvittrande ljud, framför allt i kolonier.

## Utbredning och systematik
Fågeln förekommer i Afrika från Gabon och sydcentrala Demokratiska republiken Kongo till Angola och nordvästra Zambia. Den behandlas som monotypisk, det vill säga att den inte delas in i några underarter.

## Levnadssätt
Rödstrupig svala hittas i par och småflockar över gräsmarker och floder. Den häckar ofta i klippstup, men även på byggnader och under broar.

## Status och hot
Arten har ett stort utbredningsområde och tros öka i antal. Internationella naturvårdsunionen IUCN listar den därför som livskraftig (LC).